# Quercus lyrata
Quercus lyrata är en bokväxtart som beskrevs av Thomas Walter. Quercus lyrata ingår i släktet ekar, och familjen bokväxter. Inga underarter finns listade.

## Bildgalleri

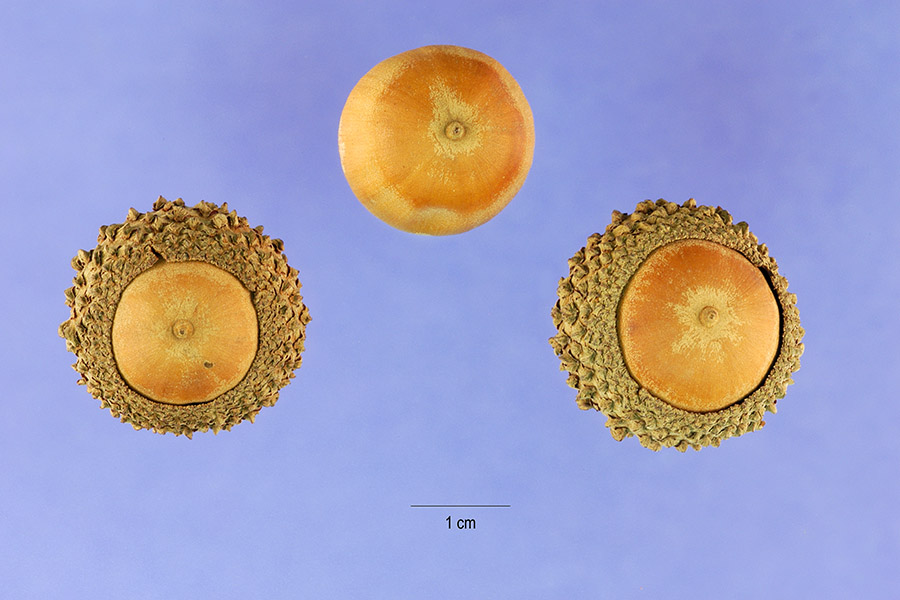